# Théodore Boubée
Pour les articles homonymes, voir Boubée.
Théodore Boubée est un homme politique français né le 16 septembre 1793 à Auch (Gers) et mort le 21 novembre 1865 à Auch.

## Biographie
Il sert dans la cavalerie sous le Premier Empire, puis devient pharmacien à Auch. Il est député du Gers de 1848 à 1849, siégeant avec les gauche modérée.

## Sources
- « Théodore Boubée », dans Adolphe Robert et Gaston Cougny, Dictionnaire des parlementaires français, Edgar Bourloton, 1889-1891 [détail de l’édition]